# Neoplatyura lamellata
Neoplatyura lamellata är en tvåvingeart som först beskrevs av Tonnoir 1927.  Neoplatyura lamellata ingår i släktet Neoplatyura och familjen platthornsmyggor. Inga underarter finns listade i Catalogue of Life.